# 12576 Oresme
12576 Oresme eller 1999 RP1 är en asteroid i huvudbältet som upptäcktes den 5 september 1999 av den italiensk-amerikanske astronomen Paul G. Comba vid Prescott-observatoriet. Den är uppkallad efter biskopen och  matematikern Nicolas Oresme.
Asteroiden har en diameter på ungefär 5 kilometer.